# VESA
视频电子标准协会（英語：Video Electronics Standards Association，简称“VESA”），是美國一個制定计算机和小型工作站视频设备标准的標準组织，1989年由NEC及其他8家顯示卡製造商贊助成立。
創立VESA的原始目的是要制定解析度為800x600的SVGA視訊顯示標準。其後，VESA公告一系列的個人電腦視訊週邊功能的相關標準。
2010年11月，VESA宣布了一份與無線千兆聯盟（WiGig）的合作協議書，分享雙方技術專長和規範，以共同發展多千兆無線DisplayPort標準相容產品。DisplayPort是VESA的技術，用以提供數位顯示介面。

## VESA制定的标准
- DisplayPort：显示设备端口，是数字显示设备图像和声音接口的标准化格式。
- VESA Local Bus（VLB）：是PCI（Peripheral Component Interconnect）出现之前，为统一各生产厂家而制定的总线标准。
- VESA BIOS Extensions（VBE）：VESA BIOS扩展，有关分辨率的标准。
- VESA Display Data Channel（DDC）：显示器向计算机显卡发送的可用分辨率的数据标准。
- VESA Display Power Management Signaling（DPMS）：显示器省电模式标准。
- VESA Media Channel（VMC）：规定图形卡和视频卡的接口。
- Flat Display Mounting Interface（英语：Flat Display Mounting Interface）（VESA mount）

其他还制定了各类有关液晶显示器的连线，接口的规范。

## 成员公司
以下是VESA主要的成员公司。
- AMD
- 苹果公司
- 佳能
- 卡西欧
- 戴尔
- 杜比
- 富士康
- 富士
- 技嘉
- 谷歌
- 惠普
- HTC
- 华为
- 池上通信機
- 英特尔
- JVC建伍
- 联想
- LG电子
- 麦克赛尔
- 微软
- 日本电气
- 英伟达
- 松下
- 三星电子
- 爱普生
- 索尼